# BT Sport
„BT Sport“ е британски телевизионен канал. Стартира на 1 август 2013.

## Първенства, които излъчва BT Sport
- 1 – 2 мача от Висша лига заедно с Sky Sports
- FA Cup заедно с BBC.
- Шампионска лига
- Лига Европа
- Серия А
- Бундеслига
- Moto GP
- и други

## Канали на BT
Каналите на BT са BT Sport ESPN, BT Sport Europe, BT Sport 1 и BT Sport 2.